# Tomasz Pieńko
Tomasz Pieńko (* 5. Januar 2004 in Wrocław) ist ein polnischer Fußballspieler, der hauptsächlich als offensiver Mittelfeldspieler spielt. Er steht derzeit bei Zagłębie Lubin unter Vertrag.

## Karriere

### Verein
Tomasz Pieńko begann seine Fußballkarriere in der Jugend von Amico Lubin und wechselte 2015 zu Zagłębie Lubin, wo er ebenfalls im Jugendbereich aktiv war.
Sein Debüt gab er 2020 bei Zagłębie Lubin II, wo er bis 2022 spielte und in 29 Spielen acht Tore erzielte. Seit 2021 gehört er auch zum Kader von Zagłębie Lubin. Am 20. August 2021 machte er gegen Wisła Płock sein Profidebüt, als er in der 79. Minute eingewechselt wurde.

### Nationalmannschaft
Pieńko hat verschiedene Altersklassen der polnischen Nationalmannschaft durchlaufen, darunter Polen U15, U16, U18, U19, U20 und U21.
Im September 2023 kam Tomasz in der Polen U20 beim Under 20 Elite League zum Einsatz, wo er am 8. September 2023 gegen Portugal U20 einen Treffer erzielte, was zum 4:0-Sieg Polens verhalf. Nur 3 Tage später gelang ihm ein weiterer Treffer, dieses Mal gegen die U20-Auswahl von Deutschland. Dieses Spiel endete 1:1.
Mit der U21-Nationalmannschaft nahm er 2025 an der U21-Europameisterschaft teil.